# Lago Kastorfer
El lago Kastorfer (en alemán: Kastorfersee) es un lago situado en el distrito de Llanura Lacustre Mecklemburguesa, en el estado de Mecklemburgo-Pomerania Occidental (Alemania), a una altitud de 45.3 metros; tiene un área de 64 hectáreas.